# Водонапорная башня (Бад-Швартау)
Водонапорная башня Бад-Швартау (нем. Wasserturm Bad Schwartau) — архитектурное сооружение в стиле неоренессанса, построенное в 1910 году по проекту неизвестного архитектора в городе Бад-Швартау. Находится на юге города рядом с федеральной автомобильной магистралью А1. Памятник культуры с 1986 года.

## Сооружение

Резервуар «Чердачный»

Водонапорная башня представляет собой круглое здание конусообразной формы, построенное из красного кирпича и сужающееся от основания к крыше. В кирпичной кладке присутствует несколько узких арочных окон. Наверху, под местом для резервуара, «венок» из прямоугольных рельефов, в четырёх из которых имеется по небольшому окну, прочие оштукатурены. Выступающая кладка, окружающая резервуар для воды, усилена железным каркасом. В четырёх средних отсеках установлены узкие окна. Вверх башни укрыт конической крышей с фонарём, на котором размещены четыре небольших слуховых окна.
Высота водонапорной башни Бад-Швартау составляет 34 метра; полезная высота при эксплуатации составляла 28 метра. Резервуар водонапорной башни объёмом в 200 кубических метров относился к типу «Чердачный».

## История эксплуатации
Небольшой посёлок Швартау к 1900 году превратился в климатический курорт. В 1912 году он получил статус города, а в 1913 году — государственного курорта. В 1909 году в Бад-Швартау было предложено провести центральное водоснабжение. С этой целью в 1910 году в городе были введены в эксплуатацию гидротехнические сооружения с водонапорной башней. Первоначально снабжались только 220 домов, но сеть поставок постоянно росла, и в 1925 году домов уже было 500, а в 1933 году — 900.
После Второй мировой войны из-за притока беженцев население Бад-Швартау увеличилось с 8000 до 16 000 человек. Потребовалась серьёзная модернизация системы водоснабжения, но только в 1972 году город смог построить новый водопровод. Новые гидротехнические сооружения имели гидрофорную систему, которая позволяла поддерживать постоянное давление подачи воды и без приподнятого резервуара, что сделало водонапорную башню ненужной. В 1974 году она была выведена из эксплуатации. В 1986 году водонапорная башня получила статус памятника культуры и была приобретена пищевой компанией «Швартауэр Верке», которая провела капитальный ремонт здания и разместила в нём архив.